# Laronius erewan
Laronius erewan is een spinnensoort in de taxonomische indeling van de bodemjachtspinnen (Gnaphosidae). De spin jaagt 's nachts en verschuilt zich overdag onder rotsen en bladeren. Het lijf van de spin is ovaalvormig, smal en puntig aan de achterzijde.
Het dier behoort tot het geslacht Laronius. De wetenschappelijke naam van de soort werd voor het eerst geldig gepubliceerd in 2001 door Norman I. Platnick & Deeleman-Reinhold.